# La cosa en el sótano
La cosa en el sótano (título en inglés The Thing in the Cellar) es una historia corta de terror de David H. Keller publicada en la revista pulp estadounidense Weird Tales en marzo de 1932
y en la antología Grim Death (de la serie "Not at Night") publicada por Christine Campbell Thomson en agosto de ese mismo año en el Reino Unido.

## Argumento
Tommy Tucker es un niño que desde muy pequeño siente horror por el sótano de su casa. Si la puerta del sótano está cerrada con llave, el niño está tranquilo en la cocina, pero cuando está abierta, Tommy chilla, patalea y gatea huyendo de allí. 
Este terror no desaparece al crecer y con seis años sus padres lo llevan al médico para que lo visite. Cuando este le pregunta por qué teme al sótano, Tommy le contesta que allí hay algo, aunque no sabe decirle qué es, pues nunca lo ha visto, ni oído, ni olido.
Entonces el doctor recomienda a los padres de Tommy que lo dejen encerrado en la cocina a solas frente a la puerta abierta del sótano, durante al menos una hora.